# Comunidad de comunas del País de Ribeauvillé
La Comunidad de comunas del País de Ribeauvillé (Communauté de communes du Pays de Ribeauvillé en francés), es una estructura intercomunal francesa situada en el departamento francés de Alto Rin de la región de Alsacia.

## Historia
Fue creada el 1 de junio de 1996 a partir del  SIVOM de Ribeauvillé y alrededores; sindicato creado el 6 de junio de 1967, que se formó con la unión de las diez comunas del antiguo cantón de Ribeauvillé, cinco de las doce comunas del antiguo cantón de Kaysersberg y una de las cinco comunas del antiguo cantón de Sainte-Marie-aux-Mines,  y que actualmente pertenecen al nuevo cantón de Sainte-Marie-aux-Mines.

## Nombre
Debe su nombre a que las dieciséis comunas se hallan situadas en el denominado  País de Ribeauvillé y de Riquewihr.

## Composición
La Comunidad de comunas reagrupa 16 comunas:
| Comuna          | Código INSEE | Cantón                 | Población (2012) | Superficie (km²) | Densidad (hab./km²) |
| --------------- | ------------ | ---------------------- | ---------------- | ---------------- | ------------------- |
| Aubure          | 68014        | Sainte-Marie-aux-Mines | 355              | 4,90             | 72                  |
| Beblenheim      | 68023        | Sainte-Marie-aux-Mines | 984              | 5,61             | 175                 |
| Bennwihr        | 68026        | Sainte-Marie-aux-Mines | 1243             | 6,59             | 189                 |
| Bergheim        | 68028        | Sainte-Marie-aux-Mines | 1941             | 19,16            | 101                 |
| Guémar          | 68113        | Sainte-Marie-aux-Mines | 1352             | 18,22            | 74                  |
| Hunawihr        | 68147        | Sainte-Marie-aux-Mines | 589              | 4,81             | 122                 |
| Illhaeusern     | 68153        | Sainte-Marie-aux-Mines | 669              | 10,46            | 64                  |
| Mittelwihr      | 68209        | Sainte-Marie-aux-Mines | 831              | 2,42             | 343                 |
| Ostheim         | 68252        | Sainte-Marie-aux-Mines | 1568             | 8,16             | 192                 |
| Ribeauvillé     | 68269        | Sainte-Marie-aux-Mines | 4806             | 32,21            | 149                 |
| Riquewihr       | 68277        | Sainte-Marie-aux-Mines | 1164             | 17,04            | 68                  |
| Rodern          | 68280        | Sainte-Marie-aux-Mines | 334              | 7,85             | 42                  |
| Rorschwihr      | 68285        | Sainte-Marie-aux-Mines | 392              | 2,47             | 159                 |
| Saint-Hippolyte | 68296        | Sainte-Marie-aux-Mines | 1028             | 17,86            | 58                  |
| Thannenkirch    | 68335        | Sainte-Marie-aux-Mines | 443              | 4,6              | 96                  |
| Zellenberg      | 68383        | Sainte-Marie-aux-Mines | 357              | 4,96             | 72                  |

## Competencias
La comunidad es un organismo público de cooperación intercomunal.
Sus recursos provienen del impuesto sobre los rendimientos del trabajo único, del sistema de contribuciones que se aplica a los residuos y asignaciones y subvenciones de diversos socios.
Sus competencias en general se centran en el desarrollo económico, medio ambiental, de empleo y los servicios comunitarios a los habitantes:
- Ordenación del Territorio
  - Plan de Coherencia Territorial (SCOT, en francés) (a título obligatorio).
  - Plan Sectorial (a título obligatorio).
- Desarrollo y organización económica
  - Acción de desarrollo económico de las actividades industriales, comerciales o de empleo, (apoyo de las actividades agrícolas y forestales...) (a título obligatorio).
  - Creación, organización, mantenimiento y gestión de zonas de actividades industriales, comerciales, terciario, artesanal o turístico (a título obligatorio).
- Desarrollo y organización social y cultural
  - Actividades culturales y socioculturales (a título facultativo).
  - Actividades deportivas (a título facultativo).
  - Construcción y/u organización, mantenimiento, gestión de equipamientos o establecimientos culturales, socioculturales, socioeducativos, deportivos… (a título optativo).
  - Transporte escolar (a título facultativo).
- Medio ambiente
  - Saneamiento no colectivo (a título facultativo).
  - Recogida y tratamiento de los residuos urbanos y asimilados (a título optativo).
  - Protección y valorización del Medio Ambiente (a título optativo).
- Vivienda y hábitat
  - Programa local del hábitat (a título optativo).
- Servicio de vías públicas
  - Creación, organización y mantenimiento del servicio de vías públicas (a título optativo).
- Otros
  - Adquisición comunal de material (a título facultativo).
  - Informática, Talleres vecinales (a título facultativo).